# Route départementale 13 (Var)
Pour les articles homonymes, voir Route départementale 13.
La route départementale 13, abrégée en RD 13 ou D 13, est une des Routes du Var, qui relie Quinson à Pierrefeu-du-Var.

## Tracé de Quinson à Pierrefeu-du-Var
- Quinson
- Montmeyan
- Fox-Amphoux
- Cotignac
- Carcès
- Cabasse
- Flassans-sur-Issole
- Besse-sur-Issole
- Carnoules
- Pierrefeu-du-Var